# Хилл, Стивен (радиоведущий)
Стивен Хилл (англ. Stephen Hill) — американский продюсер, создатель и ведущий радиопрограммы Hearts of Space, в которой представлена современная космическая музыка самых разных музыкантов и жанров. Он помог популяризировать термин «космическая музыка» во время своего пребывания на радиошоу и является сторонником созерцательной музыки независимо от жанра.

## Учёба
Стивен Хилл получил степень бакалавра архитектуры в Пенсильванском университете в 1969 году, где он учился и работал с Луисом Каном, Робертом Вентури, Ромальдо Джургола, Ричардом Саулом Вурманом и другими ведущими архитекторами того времени. Переехав в Сан-Франциско в 1970 году, Хилл приобрел дополнительный опыт в фотографии, кино, мультимедийном дизайне, звукорежиссуре и радиопроизводстве. В конечном итоге его привлекла музыка и звуковые технологии. Он развивал свои звуковые инженерные навыки под руководством Боба Олхссона, профессионального звукоинженера, ранее работавшего с Motown Records; Стивен описывает этот период как «пять лет постоянного чтения, исследований и практических экспериментов».

## Карьера
В качестве штатного инженера (1971—1975) на радио KQED-FM и независимого продюсера (1973 — настоящее время) Стивен Хилл подготовил тысячи живых и записанных радиопередач, начиная от интервью с ведущими мыслителями и заканчивая опытом трансляции современной музыки. Он работал инженером и продюсировал более семидесяти альбомов и саундтреков, включая документальный полнометражный фильм Genocide 1983 года, получивший премию Оскар. Стивен также управлял репертуаром звукозаписывающих лейблов, выполнял обязанности арт-директора по графике, печати и онлайн-продвижению. Другие продюсерские проекты 70-х и начала 80-х годов включали записи лейблов Celestial Harmonies, Fortuna и Pacific Arts, работая с такими артистами, как Джеймс Ньютон, Чайтанья Дейтер, Карлос Накай, Double Image и группой Tibetan Bells.

## Hearts of Space
В 1973 году Стивен Хилл создал радиошоу «Hearts of Space» в качестве еженедельной трехчасовой местной радиопрограммы на станции Pacifica KPFA-FM в Калифорнии. Общенациональное распространение одночасовой версии программы началось в 1983 году и продолжается сегодня более чем на 240 партнерских Национальных общественных радиостанциях (NPR) и спутниковому радио XM. Архив музыкальных программ также доступен для слушателей в Интернете с помощью службы подписки «по требованию» (on demand). В 1984 году Стивен Хилл и его первоначальный партнер Анна Тернер запустили музыкальный лейбл Hearts of Space Records, в котором Хилл занимал должности директора по работе с клиентами и арт-директора. Лейбл вырос до каталога из более чем 140 наименований и четырех суб-лейблов, прежде чем был продан компании Valley Entertainment в 2001 году. С момента своего создания Hearts of Space превратилась в строго структурированный, отредактированный часовой музыкальный опыт, который лучше всего описать как созерцательную музыку в широком смысле. С минимальными комментариями он сочетает в себе современную электронику, классические адажио, космический джаз, созерцательные звуковые ландшафты и музыку экзотических культур со всего мира.